# مانتاش (رود)
مانتاش (به ارمنی: Մանթաշ) رودی است در کشور ارمنستان که در استان شیراک  جریان دارد که از آراگاتس سرچشمه می‌گیرد و به رود آخوریان می‌ریزد. طول آن ۳۲ کیلومتر (۲۰ مایل) و مساحت حوضه آبخیز (دبی) آن ۳۸٬۵ کیلومتر مربع می‌باشد.

## نگارخانه

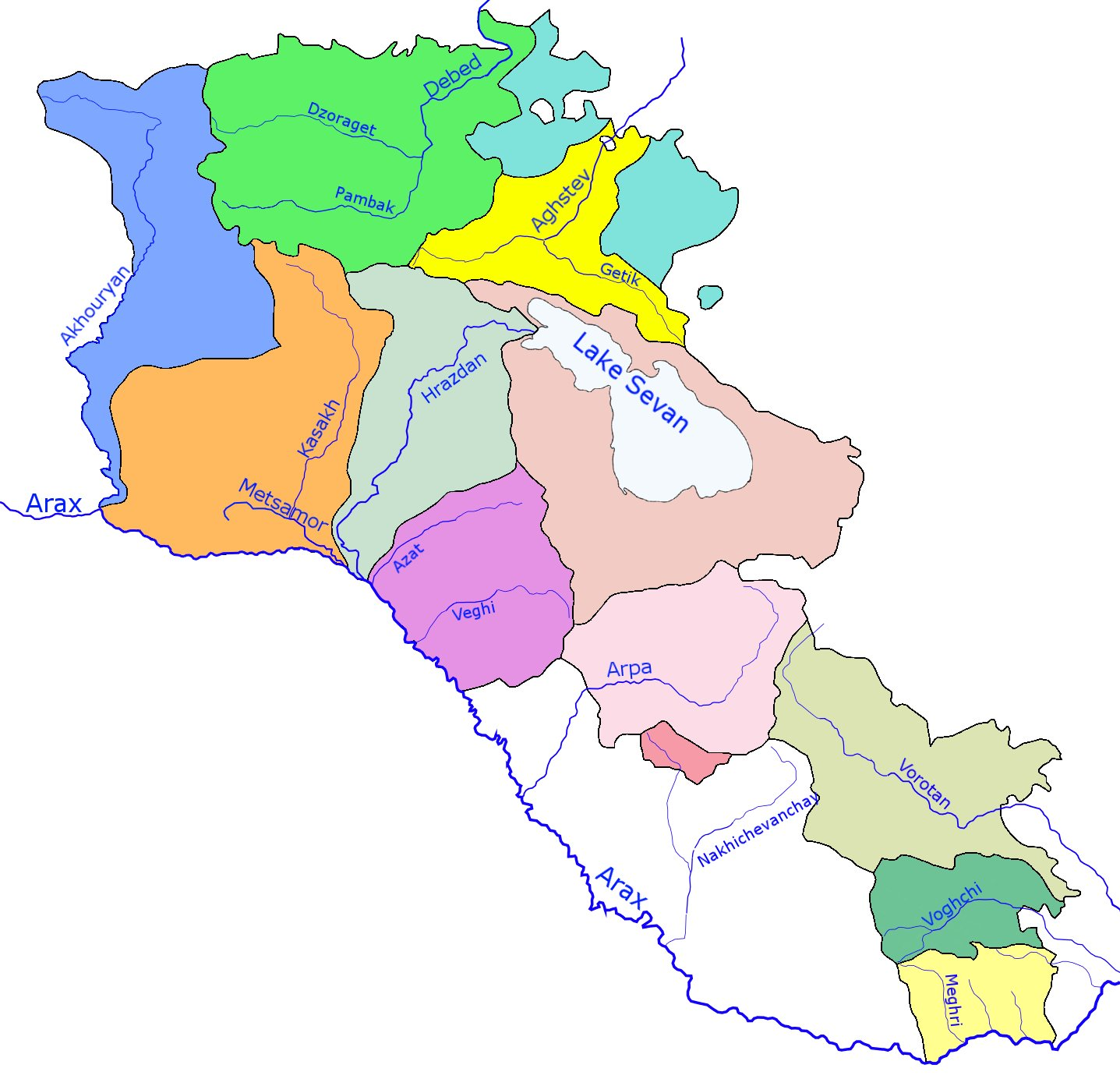